# Typhonia alla
Typhonia alla is een vlinder uit de familie zakjesdragers (Psychidae). De wetenschappelijke naam van deze soort is, als Melapsyche alla, voor het eerst geldig gepubliceerd in 1998 door Vadim V. Zolotuhin & Prokovjev. De combinatie in Typhonia werd in 2004 door Sobczyk gemaakt.

## Type
- type: niet gespecificeerd
- instituut: ZIN, St. Petersburg, Rusland.
- typelocatie: "Russia, Eastern Transbaicalica, Buryatia, middle part of the Temnik river, 700 m".